# هيرب دروري
هيرب دروري (بالإنجليزية: Herb Drury)‏ هو لاعب هوكي جليد كندي وأمريكي، ولد في 2 مارس 1895 في ميدلاند في كندا، وتوفي في 1 يوليو 1965 في بيتسبرغ في الولايات المتحدة.

## وصلات خارجية
- هيرب دروري على موقع دوري الهوكي الوطني (الإنجليزية)
- هيرب دروري على موقع قاعة مشاهير الهوكي (لاعب أن.إتش.أل) (الإنجليزية)
- هيرب دروري على موقع EliteProspects.com (الإنجليزية)
- هيرب دروري على موقع Eurohockey.com (الإنجليزية)
- هيرب دروري على موقع HockeyDB.com (الإنجليزية)
- هيرب دروري على موقع Hockey-Reference.com (الإنجليزية)
- هيرب دروري على موقع أوليمبيديا (الإنجليزية)